# Jazzowa Jesień w Bielsku-Białej
Jazzowa Jesień w Bielsku-Białej – festiwal jazzowy, odbywający się z końcem listopada lub z początkiem grudnia w Bielsku-Białej. 
Dyrektorem artystycznym Jazzowej Jesieni był Tomasz Stańko. 
Pierwsza edycja festiwalu miała miejsce w roku 2003.